# Wiesmath
Wiesmath – gmina targowa w Austrii, w kraju związkowym Dolna Austria, w powiecie Wiener Neustadt-Land. W 2014 była zamieszkana przez 1508 osób.